# Skottorp
Skottorp är en tätort i Laholms kommun och kyrkbyn i Skummeslövs socken i Hallands län.
Skottorp ligger i södra Halland, några kilometer norr om Hallandsås och ungefär mitt emellan Båstad och Laholm. Till Skummeslövsstrands långa badstrand är det omkring 3 kilometer.

## Historia
Orten var stationssamhälle fram till 1960-talet. I mitten av 1990-talet flyttades järnvägen utanför orten och på den forna banvallen byggdes en cykelbana. 
Skottorp har som de flesta mindre samhällen genomgått stora förändringar under 1900-talet. Under 1950-talet blomstrade serviceverksamheterna och det fanns inte mindre än tre bensinstationer, biograf, brandstation, järnvägsstation, konditori, post, livsmedelsaffär och cykelaffär.

### Befolkningsutveckling
| Befolkningsutvecklingen i Skottorp 1960–2020 | Befolkningsutvecklingen i Skottorp 1960–2020 | Befolkningsutvecklingen i Skottorp 1960–2020 | Befolkningsutvecklingen i Skottorp 1960–2020 | Befolkningsutvecklingen i Skottorp 1960–2020 |
| -------------------------------------------- | -------------------------------------------- | -------------------------------------------- | -------------------------------------------- | -------------------------------------------- |
|                                              |                                              |                                              |                                              |                                              |
| År                                           |                                              |                                              | Folkmängd                                    | Areal (ha)                                   |
| 1960                                         | 1960                                         |                                              | 446                                          |                                              |
| 1965                                         | 1965                                         |                                              | 478                                          |                                              |
| 1970                                         | 1970                                         |                                              | 455                                          |                                              |
| 1975                                         | 1975                                         |                                              | 412                                          |                                              |
| 1980                                         | 1980                                         |                                              | 406                                          |                                              |
| 1990                                         | 1990                                         |                                              | 459                                          | 70                                           |
| 1995                                         | 1995                                         |                                              | 459                                          | 75                                           |
| 2000                                         | 2000                                         |                                              | 448                                          | 75                                           |
| 2005                                         | 2005                                         |                                              | 451                                          | 76                                           |
| 2010                                         | 2010                                         |                                              | 475                                          | 76                                           |
| 2015                                         | 2015                                         |                                              | 512                                          | 88                                           |
| 2020                                         | 2020                                         |                                              | 568                                          | 89                                           |
|                                              |                                              |                                              |                                              |                                              |

## Samhället
Kyrkan på orten går under namnet Skummeslövs kyrka.
Den mest kända byggnaden i Skottorp är Skottorps slott som ligger några kilometer från ortens centrum. Bredvid slottet finns ett mejeri.

## Näringsliv
Från 1970-talet och fram till i dag har ortens företagsliv förändrats. Serviceföretagen har minskat i antal. Istället har industriområden i anslutning till motorvägen vuxit fram.[källa behövs]